# Aigleville
Aigleville ist eine französische Gemeinde mit 411 Einwohnern (Stand 1. Januar 2022) im Département Eure in der Region Normandie (vor 2016 Haute-Normandie). Sie gehört zum Arrondissement Les Andelys (bis 2017 Évreux) und zum Kanton Pacy-sur-Eure. Die Einwohner werden Aiglevillois genannt.

## Geografie
Aigleville liegt etwa 20 Kilometer östlich von Évreux. Umgeben wird Aigleville von den Nachbargemeinden Pacy-sur-Eure im Norden und Westen, Chaignes im Osten sowie Hécourt im Süden und Westen.

## Bevölkerungsentwicklung
| 1962                      | 1968 | 1975 | 1982 | 1990 | 1999 | 2006 | 2013 |
| ------------------------- | ---- | ---- | ---- | ---- | ---- | ---- | ---- |
| 56                        | 74   | 92   | 75   | 104  | 248  | 314  | 360  |
| Quelle: Cassini und INSEE |      |      |      |      |      |      |      |

## Sehenswürdigkeiten
- Kirche Notre-Dame (auch: Kirche Saint-Léger)